# Ла-Шапель-Сен-Жан
Ла-Шапе́ль-Сен-Жан (фр. La Chapelle-Saint-Jean) — коммуна во Франции, находится в регионе Аквитания. Департамент — Дордонь. Входит в состав кантона От-Перигор-Нуар. Округ коммуны — Перигё.
Код INSEE коммуны — 24113.

## География

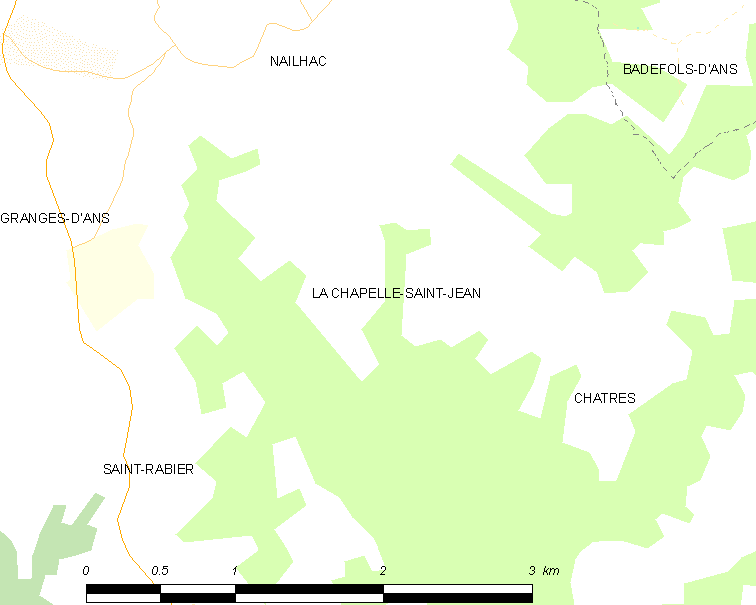
Карта коммуны

Коммуна расположена приблизительно в 420 км к югу от Парижа, в 145 км восточнее Бордо, в 35 км к востоку от Перигё.

### Климат
Климат умеренный океанический со средним уровнем осадков, которые выпадают преимущественно зимой. Лето здесь долгое и тёплое, однако также довольно влажное, здесь не бывает регулярных периодов летней засухи. Средняя температура января — 5 °C, июля — 18 °C. Изредка вследствие стечения неблагоприятных погодных условий может наблюдаться непродолжительная засуха или случаются поздние заморозки. Климат меняется очень часто, как в течение сезона, так и год от года.

## Население
Население коммуны на 2010 год составляло 87 человек.
| 1962 | 1968 | 1975 | 1982 | 1990 | 1999 | 2010 |
| ---- | ---- | ---- | ---- | ---- | ---- | ---- |
| 98   | 67   | 62   | 74   | 69   | 62   | 87   |

## Администрация
| Период | Период | Фамилия      | Партия       | Примечания    |
| ------ | ------ | ------------ | ------------ | ------------- |
| 1977   | 2020   | Даниэль Буто | беспартийный | преподаватель |

## Экономика
В 2010 года среди 49 человек трудоспособного возраста (15-64 лет) 37 были экономически активными, 12 — неактивными (показатель активности — 75,5 %, в 1999 году было 63,6 %). Из 37 активных жителей работали 36 человек (18 мужчин и 18 женщин), безработным был 1 мужчина. Среди 12 неактивных 2 человека были учениками или студентами, 5 — пенсионерами, 5 были неактивными по другим причинам.

## Достопримечательности
- Церковь Св. Иоанна Крестителя[5]

## Фотогалерея

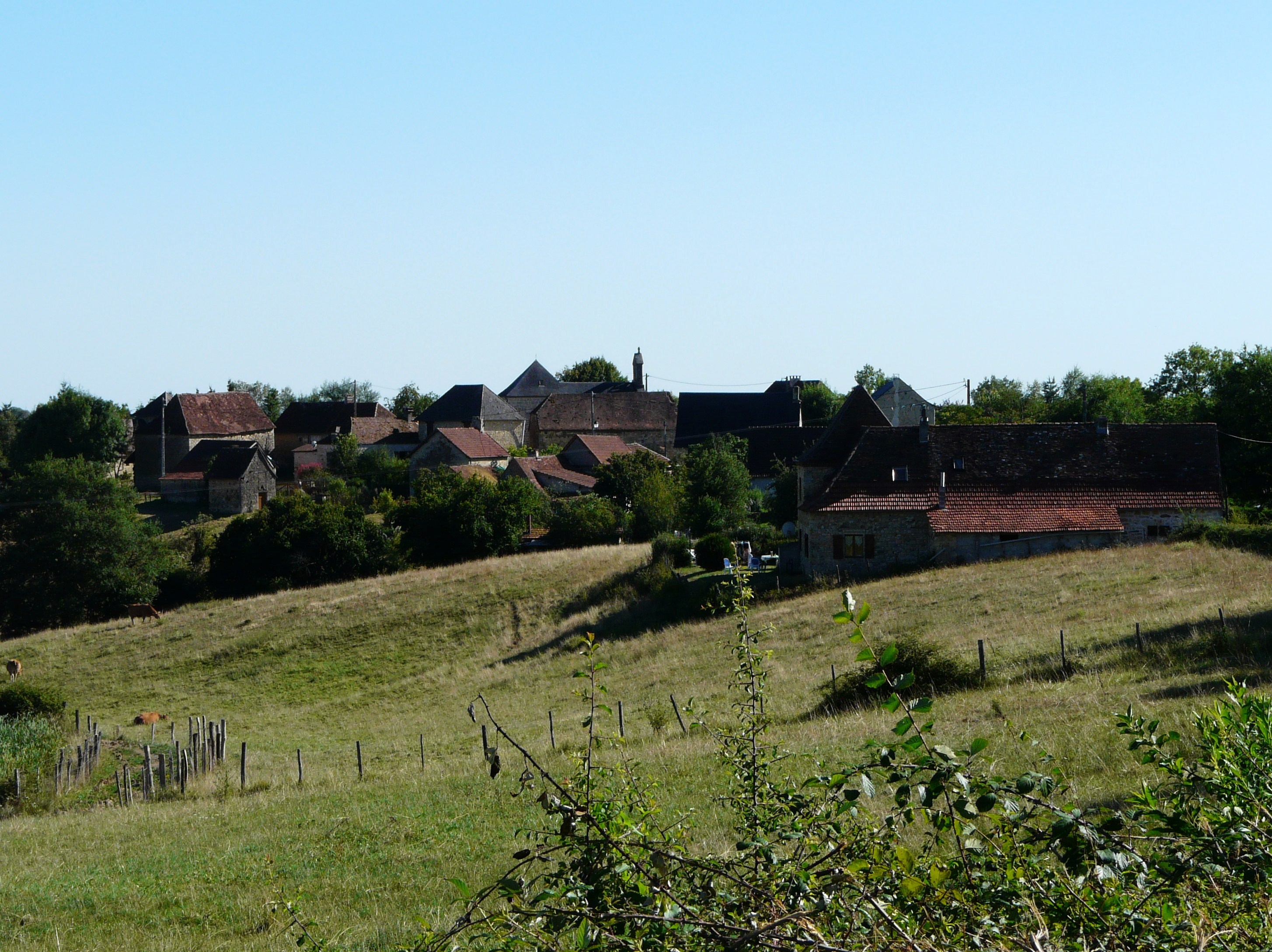
Ла-Шапель-Сен-Жан
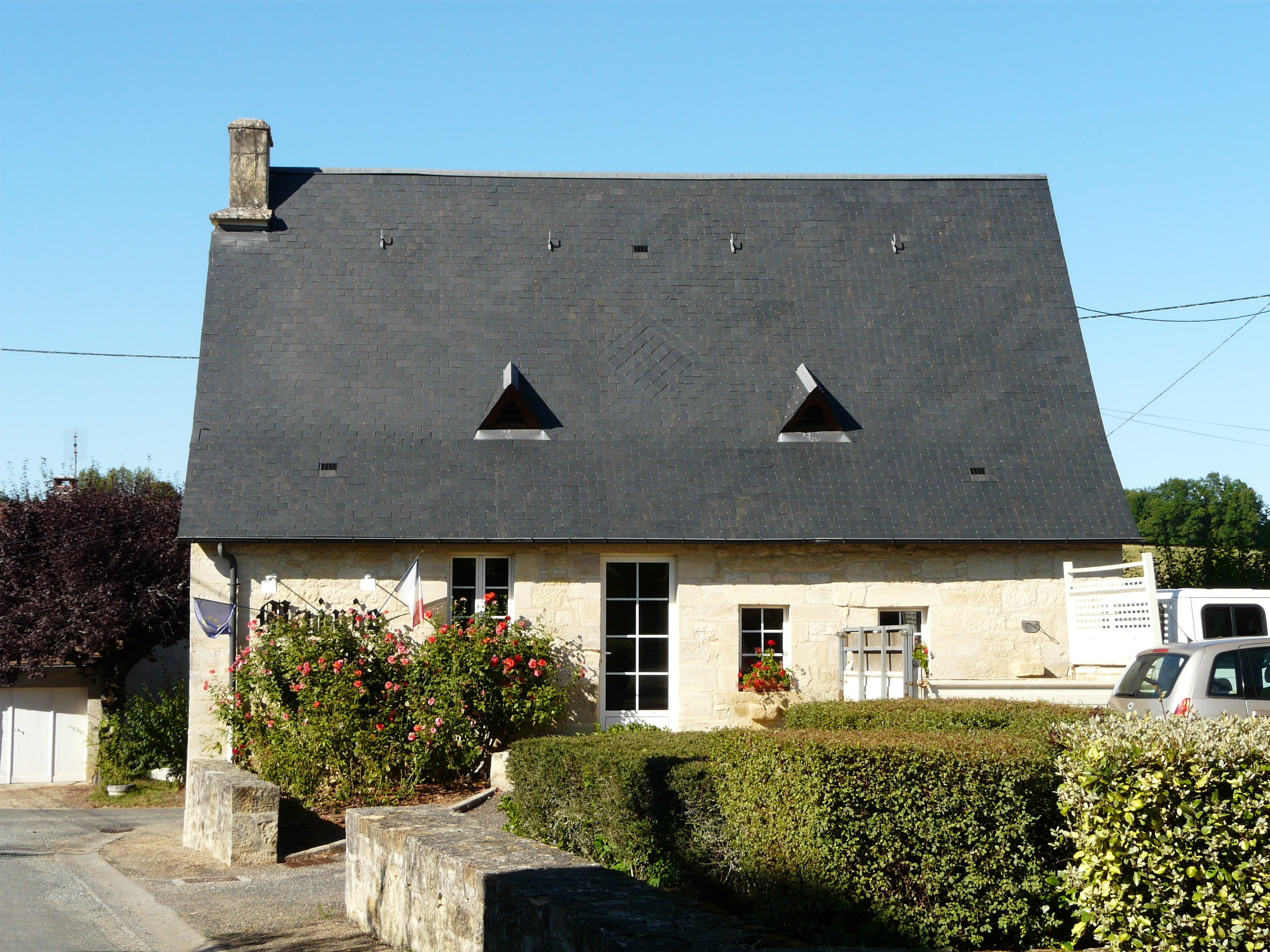
Мэрия
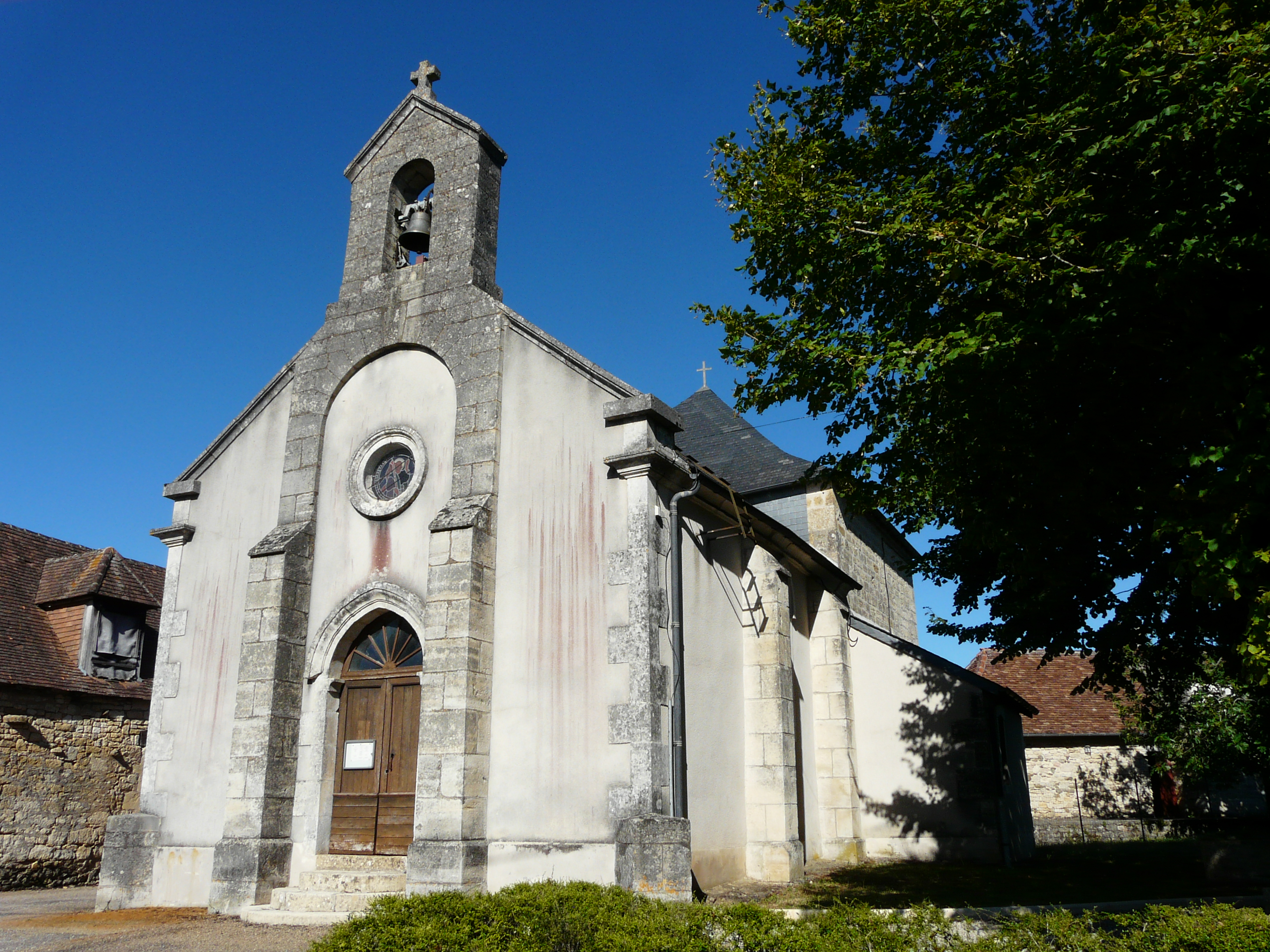
Церковь Св. Иоанна Крестителя